# 2007年亞洲冬季運動會速度滑冰比賽-女子100米
2007年亞洲冬季運動會速度滑冰項目中的女子100米小項於1月29日及1月31日在吉林省速滑館舉行。賽事分為資格賽、半決賽和決賽，最終中國奪得一金一銀。

## 資格賽
資格賽在1月29日的12:40進行，能於11秒內到達終點的運動員可以晉身半決賽，其成績如下：
1 王北星  中国 10.41  Q
2 邢爱华  中国 10.49  Q
2 大菅小百合  日本 10.49  Q
4 李相花   10.55  Q
5 新谷志保美  日本 10.57  Q
6 张爽  中国 10.62  Q
7 任慧  中国 10.77  Q
8 崔圣英   10.89  Q
9 高贤淑   10.95  Q
10 吴熙枝   11.00      
11 李宝萝   11.03

## 半決賽
資格賽在1月31日的18:06進行，晉身半決賽的9位運動員分為3組，每組的首名會出線決賽其餘的會參與之後的排名賽，其成績如下：
- 第1組
  - 1 王北星  中国 10.39
  - 2 张爽  中国 10.76
  - 3 任慧  中国 11.05

- 第2組                          
  - 1 邢爱华  中国 10.38
  - 2 新谷志保美  日本 10.44
  - 3 崔圣英    10.95

- 第3組 
  - 1 李相花   10.40
  - 2 大菅小百合  日本 10.45
  - 3 高贤淑   11.37

## 決賽
決賽在同日的18:33開始，成績如下：
- 1 邢爱华  中国 10.41
- 2 王北星  中国 10.44
- 3 李相花   10.59

## 最終排名
| 排名 | 國籍 | 姓名       | 成績  |
| ---- | ---- | ---------- | ----- |
| 1    | 中国 | 邢爱华     | 10.41 |
| 2    | 中国 | 王北星     | 10.44 |
| 3    |      | 李相花     | 10.59 |
| 4    | 日本 | 新谷志保美 | 10.56 |
| 5    | 日本 | 大菅小百合 | 10.70 |
| 6    | 中国 | 張爽       | 10.74 |
| 7    | 中国 | 任慧       | 10.95 |
| 8    |      | 崔圣英     | 10.96 |
| 9    |      | 高贤淑     | 11.16 |
| 10   |      | 吴熙枝     | 11.00 |
| 11   |      | 李宝萝     | 11.03 |